# Revista Espírita do Porto
A Revista Espírita do Porto foi um periódico espírita português. Foi a primeira em seu género no país.

## História
Editada na cidade do Porto, circulou a partir de 1896 até 1910, ano da implantação da República em Portugal.
Com o formato de 24 cm e 14 páginas, era dirigida pelo médium curador Claudino da Silva Neto, que foi perseguido e preso pelo exercício ilegal da Medicina. A capa da revista exibia um desenho representando em primeiro plano as colunas de um templo, em dourado; em segundo plano, sob um fundo verde, um sol dourado, resplandecente, a nascer por detrás das colunas, ligadas entre si por grinaldas de flores de diversos tons; em cada coluna uma legenda: na primeira "Fé", Abrahão, na segunda "Lei", Moysés, na terceira, "Graça" Jesus Cristo e na Quarta "Justiça" Águia do Senhor e do Seu Cristo. Encimando o conjunto encontra-se uma águia, entre as legendas, em dourado: "O Evangelho Eterno" e por baixo da águia "O Espiritismo religioso O Espírito da Verdade" e no fundo "explicado por Claudino Neto" e, finalmente, na base: "Revista Espírita do Porto (Portugal)". O preço era de 40 réis por fascículo e a assinatura 500 réis para Portugal e 1$000 réis fortes para o estrangeiro. A sua sede era na rua do Corpo da Guarda nº 30/3º andar, no Porto.
Estes fascículos foram sucedidos pela "Revista das Revistas" lançada em Janeiro de 1900, dirigida por Francisco Alves da Costa. Tinha o formato de jornal 45 x 32 cm, com periodicidade mensal e apenas 4 páginas. Posteriormente voltou a ter o formato de revista com dimensões reduzidas mas com 16 páginas, ostentando o título primitivo: "Revista Espírita do Porto", com sede na rua da Bandeirinha, 44, dirigida por Francisco de Paulo da Silveira Pinto.
Em sua edição de Abril de 1897, noticiou a realização do "Congresso Internacional de Espiritistas" a realizar-se entre os dias 19 e 24 de Junho do ano seguinte no St. James's Hall, em Piccadilly, no centro da cidade de Londres.